# Campeonato Europeo de Hockey sobre Hierba Masculino de 1974
El II Campeonato Europeo de Hockey sobre Hierba Masculino se celebró en Madrid (España), entre el 2 de mayo y el 11 de mayo de 1974, bajo la organización de la Real Federación Española de Hockey (RFEH) y la Federación Europea de Hockey (EHF).

## Grupos
| Grupo A             | Grupo B      | Grupo C    | Grupo D    |
| ------------------- | ------------ | ---------- | ---------- |
| Alemania Occidental | Irlanda      | Austria    | Bélgica    |
| Checoslovaquia      | Países Bajos | Inglaterra | España     |
| Dinamarca           | Polonia      | Finlandia  | Gales      |
| Escocia             | Portugal     | Francia    | Yugoslavia |
| Suiza               |              | Italia     |            |

## Fase preliminar

### Grupo A
| Equipo              | J | G | E | P | GF | GC | DG  | PTS |
| ------------------- | - | - | - | - | -- | -- | --- | --- |
| Alemania Occidental | 4 | 4 | 0 | 0 | 22 | 1  | +21 | 8   |
| Escocia             | 4 | 3 | 0 | 1 | 11 | 7  | +4  | 6   |
| Checoslovaquia      | 4 | 1 | 1 | 2 | 2  | 9  | -7  | 4   |
| Dinamarca           | 4 | 1 | 1 | 2 | 2  | 10 | -8  | 4   |
| Suiza               | 4 | 0 | 0 | 4 | 2  | 12 | -10 | 0   |

- Encuentros disputados

| Fecha    | Partido             | Partido | Partido             | Resultado |
| -------- | ------------------- | ------- | ------------------- | --------- |
| 02.05.74 | Alemania Occidental | -       | Suiza               | 6 - 1     |
| 02.05.74 | Escocia             | -       | Dinamarca           | 5 - 0     |
| 03.05.74 | Checoslovaquia      | -       | Escocia             | 1 - 3     |
| 03.05.74 | Dinamarca           | -       | Suiza               | 2 - 1     |
| 04.05.74 | Alemania Occidental | -       | Dinamarca           | 4 - 0     |
| 04.05.74 | Suiza               | -       | Checoslovaquia      | 0 - 1     |
| 05.05.74 | Checoslovaquia      | -       | Alemania Occidental | 0 - 6     |
| 05.05.74 | Escocia             | -       | Suiza               | 3 - 0     |
| 06.05.74 | Alemania Occidental | -       | Escocia             | 6 - 0     |
| 06.05.74 | Checoslovaquia      | -       | Dinamarca           | 0 - 0     |

### Grupo B
| Equipo       | J | G | E | P | GF | GC | DG  | PTS |
| ------------ | - | - | - | - | -- | -- | --- | --- |
| Países Bajos | 3 | 3 | 0 | 0 | 12 | 2  | +10 | 6   |
| Polonia      | 3 | 2 | 0 | 1 | 8  | 4  | +4  | 4   |
| Irlanda      | 3 | 1 | 0 | 2 | 3  | 4  | -1  | 2   |
| Portugal     | 3 | 0 | 0 | 3 | 0  | 13 | -13 | 0   |

- Encuentros disputados

| Fecha    | Partido      | Partido | Partido      | Resultado |
| -------- | ------------ | ------- | ------------ | --------- |
| 02.05.74 | Países Bajos | -       | Portugal     | 6 - 0     |
| 03.05.74 | Irlanda      | -       | Países Bajos | 0 - 2     |
| 03.05.74 | Polonia      | -       | Portugal     | 4 - 0     |
| 05.05.74 | Irlanda      | -       | Portugal     | 3 - 0     |
| 05.05.74 | Países Bajos | -       | Polonia      | 4 - 2     |
| 06.05.74 | Polonia      | -       | Irlanda      | 2 - 0     |

### Grupo C
| Equipo     | J | G | E | P | GF | GC | DG  | PTS |
| ---------- | - | - | - | - | -- | -- | --- | --- |
| Inglaterra | 4 | 4 | 0 | 0 | 9  | 0  | +9  | 8   |
| Francia    | 4 | 3 | 0 | 1 | 12 | 3  | +9  | 6   |
| Italia     | 4 | 2 | 0 | 2 | 3  | 6  | -3  | 4   |
| Austria    | 4 | 1 | 0 | 3 | 5  | 8  | -3  | 2   |
| Finlandia  | 4 | 0 | 0 | 4 | 0  | 12 | -12 | 0   |

- Encuentros disputados

| Fecha    | Partido    | Partido | Partido    | Resultado |
| -------- | ---------- | ------- | ---------- | --------- |
| 02.05.74 | Francia    | -       | Italia     | 2 - 0     |
| 02.05.74 | Finlandia  | -       | Inglaterra | 0 - 2     |
| 03.05.74 | Austria    | -       | Francia    | 1 - 5     |
| 03.05.74 | Finlandia  | -       | Italia     | 0 - 1     |
| 04.05.74 | Austria    | -       | Finlandia  | 4 - 0     |
| 04.05.74 | Inglaterra | -       | Italia     | 4 - 0     |
| 05.05.74 | Francia    | -       | Finlandia  | 5 - 0     |
| 05.05.74 | Austria    | -       | Inglaterra | 0 - 1     |
| 06.05.74 | Francia    | -       | Inglaterra | 0 - 2     |
| 06.05.74 | Austria    | -       | Italia     | 0 - 2     |

### Grupo D
| Equipo     | J | G | E | P | GF | GC | DG | PTS |
| ---------- | - | - | - | - | -- | -- | -- | --- |
| España     | 3 | 2 | 1 | 0 | 8  | 0  | +8 | 5   |
| Gales      | 3 | 2 | 1 | 0 | 4  | 1  | +3 | 5   |
| Bélgica    | 3 | 0 | 1 | 2 | 2  | 6  | -4 | 1   |
| Yugoslavia | 3 | 0 | 1 | 2 | 1  | 8  | -7 | 1   |

- Encuentros disputados

| Fecha    | Partido | Partido | Partido    | Resultado |
| -------- | ------- | ------- | ---------- | --------- |
| 02.05.74 | España  | -       | Yugoslavia | 6 - 0     |
| 02.05.74 | Bélgica | -       | Gales      | 1 - 3     |
| 03.05.74 | Gales   | -       | Yugoslavia | 1 - 0     |
| 04.05.74 | España  | -       | Bélgica    | 2 - 0     |
| 05.05.74 | España  | -       | Gales      | 0 - 0     |
| 05.05.74 | Bélgica | -       | Yugoslavia | 1 - 1     |

## Fase final
|  | Cuartos de final    | Cuartos de final |            |                     | Semifinales | Semifinales |  |                     | Final      | Final      |  |
|  | 8 de mayo           | 8 de mayo        |            |                     | 10 de mayo  | 10 de mayo  |  |                     | 11 de mayo | 11 de mayo |  |
|  |                     |                  |            |                     |             |             |  |                     |            |            |  |
|  |                     |                  |            |                     |             |             |  |                     |            |            |  |
|  | Alemania Occidental | 5                |            |                     |             |             |  |                     |            |            |  |
|  | Alemania Occidental | 5                |            |                     |             |             |  |                     |            |            |  |
|  | Polonia             | 1                |            |                     |             |             |  |                     |            |            |  |
|  | Polonia             | 1                |            | Alemania Occidental | 5           |             |  |                     |            |            |  |
|  |                     |                  |            | Alemania Occidental | 5           |             |  |                     |            |            |  |
|  |                     |                  | Inglaterra | 0                   |             |             |  |                     |            |            |  |
|  | Países Bajos        | 6                | Inglaterra | 0                   |             |             |  |                     |            |            |  |
|  | Países Bajos        | 6                |            |                     |             |             |  |                     |            |            |  |
|  | Escocia             | 0                |            |                     |             |             |  |                     |            |            |  |
|  | Escocia             | 0                |            |                     |             |             |  | Alemania Occidental | 0          |            |  |
|  |                     |                  |            |                     |             |             |  | Alemania Occidental | 0          |            |  |
|  |                     |                  | España     | 1                   |             |             |  |                     |            |            |  |
|  | Inglaterra          | 2                | España     | 1                   |             |             |  |                     |            |            |  |
|  | Inglaterra          | 2                |            |                     |             |             |  |                     |            |            |  |
|  | Gales               | 1                |            |                     |             |             |  |                     |            |            |  |
|  | Gales               | 1                |            | Inglaterra          | 0           |             |  |                     |            |            |  |
|  |                     |                  |            | Inglaterra          | 0           |             |  |                     |            |            |  |
|  |                     |                  | España     | 1                   |             |             |  |                     |            |            |  |
|  | España              | 2                | España     | 1                   |             |             |  |                     |            |            |  |
|  | España              | 2                |            |                     |             |             |  |                     |            |            |  |
|  | Francia             | 1                |            |                     |             |             |  |                     |            |            |  |
|  | Francia             | 1                |            |                     |             |             |  |                     |            |            |  |
|  |                     |                  |            |                     |             |             |  |                     |            |            |  |

### Puestos 9º a 16º
| Fecha    | Partido        | Partido | Partido    | Resultado |
| -------- | -------------- | ------- | ---------- | --------- |
| 08.05.74 | Checoslovaquia | -       | Portugal   | 2-1       |
| 08.05.74 | Irlanda        | -       | Dinamarca  | 1-0       |
| 08.05.74 | Italia         | -       | Yugoslavia | 2-0       |
| 08.05.74 | Bélgica        | -       | Austria    | 3-2       |

### Puestos 1º a 8º
| Fecha    | Partido             | Partido | Partido | Resultado |
| -------- | ------------------- | ------- | ------- | --------- |
| 08.05.74 | Alemania Occidental | -       | Polonia | 5-1       |
| 08.05.74 | Países Bajos        | -       | Escocia | 6-0       |
| 08.05.74 | Inglaterra          | -       | Gales   | 2-1       |
| 08.05.74 | España              | -       | Francia | 2-1       |

### Puestos 13º a 16º
| Fecha    | Partido    | Partido | Partido  | Resultado |
| -------- | ---------- | ------- | -------- | --------- |
| 10.05.74 | Yugoslavia | -       | Portugal | 4-0       |
| 10.05.74 | Dinamarca  | -       | Austria  | 1-0       |

### Puestos 9º a 12º
| Fecha    | Partido        | Partido | Partido | Resultado |
| -------- | -------------- | ------- | ------- | --------- |
| 10.05.74 | Checoslovaquia | -       | Italia  | 2-0       |
| 10.05.74 | Irlanda        | -       | Bélgica | 0-1       |

### Puestos 5º a 8º
| Fecha    | Partido | Partido | Partido | Resultado |
| -------- | ------- | ------- | ------- | --------- |
| 10.05.74 | Polonia | -       | Gales   | 4-3       |
| 10.05.74 | Escocia | -       | Francia | 1-2       |

### Semifinales
| Fecha    | Partido             | Partido | Partido    | Resultado |
| -------- | ------------------- | ------- | ---------- | --------- |
| 10.05.74 | Alemania Occidental | -       | Inglaterra | 5-0       |
| 10.05.74 | Países Bajos        | -       | España     | 0-1       |

### Decimoséptimo Puesto
| Fecha    | Partido | Partido | Partido   | Resultado |
| -------- | ------- | ------- | --------- | --------- |
| 08.05.74 | Suiza   | -       | Finlandia | 2-1       |

### Decimoquinto puesto
| Fecha    | Partido  | Partido | Partido | Resultado |
| -------- | -------- | ------- | ------- | --------- |
| 11.05.74 | Portugal | -       | Austria | 0-3       |

### Decimotercer puesto
| Fecha    | Partido    | Partido | Partido   | Resultado |
| -------- | ---------- | ------- | --------- | --------- |
| 11.05.74 | Yugoslavia | -       | Dinamarca | 3-0       |

### Undécimo puesto
| Fecha    | Partido | Partido | Partido | Resultado |
| -------- | ------- | ------- | ------- | --------- |
| 11.05.74 | Italia  | -       | Irlanda | 0-1       |

### Noveno puesto
| Fecha    | Partido        | Partido | Partido | Resultado |
| -------- | -------------- | ------- | ------- | --------- |
| 11.05.74 | Checoslovaquia | -       | Bélgica | 2-1       |

### Séptimo puesto
| Fecha    | Partido | Partido | Partido | Resultado |
| -------- | ------- | ------- | ------- | --------- |
| 11.05.74 | Gales   | -       | Escocia | 0-1       |

### Quinto puesto
| Fecha    | Partido | Partido | Partido | Resultado |
| -------- | ------- | ------- | ------- | --------- |
| 11.05.74 | Polonia | -       | Francia | 2-1       |

### Tercer puesto
| Fecha    | Partido    | Partido | Partido      | Resultado |
| -------- | ---------- | ------- | ------------ | --------- |
| 11.05.74 | Inglaterra | -       | Países Bajos | 1-4       |

### Final
| Fecha    | Partido             | Partido | Partido | Resultado |
| -------- | ------------------- | ------- | ------- | --------- |
| 11.05.74 | Alemania Occidental | -       | España  | 0-1       |

## Medallero
|        |                     |              |
| España | Alemania Occidental | Países Bajos |

## Estadísticas

### Clasificación general
| 1. España              |
| 2. Alemania Occidental |
| 3. Países Bajos        |
| 4. Inglaterra          |
| 5. Polonia             |
| 6. Francia             |
| 7. Escocia             |
| 8. Gales               |
| 9. Checoslovaquia      |
| 10. Bélgica            |
| 11. Irlanda            |
| 12. Italia             |
| 13. Yugoslavia         |
| 14. Dinamarca          |
| 15. Austria            |
| 16. Portugal           |
| 17. Suiza              |
| 18. Finlandia          |